# Ракитянский район
Ракитя́нский райо́н  — административно-территориальная единица (район) и муниципальное образование (муниципальный район) в Белгородской области России.
Административный центр — посёлок городского типа Ракитное.

## География
Расположен район в северо-западной части Белгородской области. На севере граничит с Беловским районом Курской области, на западе — с Краснояружским, на северо-востоке — с Ивнянским, на востоке — с Яковлевским, на юге — с Борисовским, на юго-западе — с Грайворонским районами Белгородской области. Общая площадь территории насчитывает 900,9 км².

### Климат
Природа района разнообразна и красива, расположен он в лесостепной зоне. Имеются залежи песка, глины, торфа, мела. Климат — умеренно континентальный.

## История
История Ракитянского края уходит своими корнями в глубину веков. Об этом свидетельствуют древние находки на берегах реки Пены в 60-е годы XX века: кости мамонта, шерстистого носорога, глиняные горшки и сосуды, относящиеся к ромбо-ямочной культуре. Предположительно, первые люди заселили территорию с. Нижние Пены в каменном веке, что подтверждают обнаруженные скребки, ножевидные пластины из кварцита. В окрестностях с. Вышние Пены был найден каменный топор эпохи неолита. Южнее с. Венгеровка находятся древние курганы-могильники — свидетельства бронзового века.
В первом тысячелетии нашей эры нынешняя территория района входила сначала в состав Чернигово-Северского княжества, затем в XII веке в Новгород-Северское, а в период дробления княжеств на уделы — в состав Курского княжества.
Описание мест нынешнего Ракитянского района встречается ещё в «Книге Большому Чертежу», составленной в 1627 г. в Разрядном приказе «по государеву указу», где имеется ссылка на более древнее описание: «…и тот старой чертёж ветх… А сделан был тот чертёж давно при прежних государех…».
Согласно историческим документам, планомерное заселение земель по реке Ракитне началось в середине XVII века, когда создавалась Белгородская оборонительная черта. В 1652 году по указу царя Алексея Михайловича и наказу воеводы Бориса Репнина Елизарий Яковлев и подьячий Зиновка Марков проехали от устья реки Пены к Бакаеву шляху, реке Ворскле и далее, чтобы измерить расстояние и определить, в каких местах ставить остроги для защиты русских земель от набегов крымских татар. Их подлинная запись гласит: «Речка Ракитна, ржавец, и черезъ-тое речку переехать во многихъ местахъ мочно, поперег той речки десять сажень, а вода стоитъ озерками, и на речке Ракитне быть острогу».
Первым владельцем земли (ещё до установления названия) был украинский гетман Кочубей, затем его зять Мазепа. После них благодатные земли были переданы сподвижнику Петра I А. Д. Меншикову. Указом Петра II от 2 июля 1729 года слобода пожалована герою Полтавской битвы генерал-лейтенанту князю Г. Д. Юсупову. Ракитянские земли принадлежали известному роду Юсуповых с 1729 до 1917 год. Слобода Ракитное являлась центром управления имениями в Курской, Воронежской, Харьковской и Полтавской губерниях.
Юсуповы оставили заметный след в экономическом и социальном развитии края. Они построили здесь сахарный и кирпичный заводы, механические сельскохозяйственные мастерские, предприятия по выделке кож и овчины, суконную, кружевную и 2 ковровые фабрики, ветряные и механические мельницы, кузницы, церковно-приходскую и железнодорожные школы, земскую больницу, жилые дома в слободе Ракитная и на железнодорожном узле Готня, дворцовый комплекс с великолепным парком и тремя каскадными прудами, Успенскую церковь и Свято-Никольский храм в слободе Ракитная, проложили железные дороги и построили 6 железнодорожных станций. Сохранились ставшие историческими памятниками усадебный комплекс князей Юсуповых (1840) и Свято-Никольский храм в п. Ракитное (1832).
Ракитянский район с центром в селе Ракитное был образован постановлением Всесоюзного ЦИК от 30 июля 1928 года. С 1928 года по 1934 год район входил в состав Центрально-Чернозёмной области, с 1934 года — Курской, с 1954 года — Белгородской областей. В декабре 1975 года исполком Белгородского областного Совета депутатов трудящихся принял решение об отнесении села Ракитное к категории рабочих посёлков.
Во время коллективизации в районе было создано более 90 колхозов. В 30-е годы далеко за пределами области стало известно имя знатной свекловичницы из села Нижние Пены Натальи Дадыкиной, звено которой получило урожай свыше 500 цнт/га. Она была участницей Всесоюзного съезда колхозников, четыре раза её избирали депутатом Верховного Совета СССР.
Великая Отечественная война стоила району больших жертв. Из 10 тысяч ракитянцев, ушедших на фронт, 6530 остались на полях сражений.
С 20 октября 1941 года по апрель 1943 года район был оккупирован немецко-фашистскими войсками. 97 мирных жителей были казнены нацистами, около 200 угнаны в Германию. Экономике был нанесён огромный ущерб в сумме 200 млн руб. Местные жители противостояли завоевателям, сражаясь на территории района в партизанском отряде.
В июле 1943 года Ракитянская земля стала ареной ожесточённых и кровопролитных боёв Курской битвы. По ней проходила линия обороны Краснополье-Солдатское-Забужевка-Ракитное, которую занимала 40-я армия под командованием генерал-лейтенанта К. С. Москаленко. Передовая линия фронта проходила по территориям сёл Трефиловка, Введенская Готня, Солдатское, Лаптевка, Коровино и другим.
В братской могиле сквера воинской славы в п. Ракитное покоится прах 2104 солдат и офицеров, погибших за освобождение района от немецко-фашистских захватчиков.
За боевые подвиги 12 ракитянцев: Н. Н. Даниленко, Г. С. Добродомов, В. М. Евдошенко, Н. Н. Федутенко, В. В. Курбатов, А. И. Палиев, В. Е. Писклов, П. К. Писклов, Н. К. Саков, В. Е. Сычев, В. М. Тимченко, А. И. Цыбулев были удостоены звания Героя Советского Союза. 2 земляка: А. С. Писклов и А. Т. Жиронкин стали полными кавалерами ордена Славы.
В послевоенные годы активно восстанавливалось разрушенное сельское хозяйство, промышленность, возрождались села и посёлки. Уже в 1948 году за высокие показатели в экономическом развитии Ракитянский район был награждён памятным Красным Знаменем Курского обкома КПСС и облисполкома.
Периодом энергичного развития района стали 60-80-е годы XX века. В это время в объединённом с Краснояружским районе были построены специализированные хозяйства, в 1974 году вступил в строй Готнянский мясокомбинат, в 1987 году — Белгородский экспериментальный завод рыбных комбикормов, расширены производственные мощности маслозавода и рыбокомбината, реконструирован Ракитянский сахарный завод, создано предприятие «Сельхозтехника». Велось активное строительство жилья, объектов социально-культурной сферы, магазинов потребкооперации, дорог.
Именно в те годы район ежегодно подтверждал звание «Район высокой культуры земледелия», неоднократно становился победителем в областном и Всероссийском соревновании. Ракитянцам трижды вручалось переходящее Красное Знамя ЦК КПСС, Совета Министров СССР, ВЦСПС и ЦК ВЛКСМ. В честь 60-летия образования СССР району на вечное хранение было вручено памятное Красное Знамя.
Заметный след в развитии района оставили в разное время первые секретари райкома партии И. П. Кривопустов (с 1941—1961 гг.), Н. Т. Шевченко (с 1961—1964 гг.), В. П. Криушин (с 1964—1985 гг.), председатели исполкома райсовета депутатов В. А. Куприянов (с 1957—1969 гг.), А. М. Огурцов (с 1969—1978 гг.), П. М. Авраменко (с 1978—983 гг.), глава местного самоуправления Н. М. Никоноров (с 2000—2008 гг.).
Семь ракитянцев: В. А. Беляев, А. П. Черкашин, Л. И. Дьячкова, А. И. Дьячков, К. Ф. Роговой, Е. М. Секиркина, П. Е. Секиркина — за высокие производственные достижения в районе и за его пределами были удостоены звания Героя Социалистического Труда.
1 февраля 1963 года был образован Ракитянский сельский район.
С 1 января 2006 года в соответствии с Законом Белгородской области от 20.12.2004 № 159 муниципальное образование «Ракитянский район» наделено статусом муниципального района. На территории района образованы 13 муниципальных образований: 2 городских и 11 сельских поселений.

## Население
| 1959    | 1970    | 1979    | 1989    | 2002    | 2009    | 2010    | 2011    | 2012    |
| ------- | ------- | ------- | ------- | ------- | ------- | ------- | ------- | ------- |
| 42 037  | ↗64 412 | ↘54 930 | ↘49 580 | ↘35 031 | ↘34 297 | ↘33 935 | ↗33 981 | ↗34 144 |
| 2013    | 2014    | 2015    | 2016    | 2017    | 2018    | 2019    | 2020    | 2021    |
| ↗34 456 | ↗34 609 | ↗34 842 | ↗34 930 | ↗34 956 | ↘34 615 | ↘34 392 | ↘34 382 | ↘33 284 |

### Национальный состав
По итогам переписи населения 2020 года проживали следующие национальности (национальности менее 0,1 % и другое, см. в сноске к строке «Другие»):
| Национальность | Численность, чел. | Доля     |
| -------------- | ----------------- | -------- |
| Русские        | 28 357            | 85,20 %  |
| Турки          | 518               | 1,56 %   |
| Украинцы       | 304               | 0,91 %   |
| Азербайджанцы  | 77                | 0,23 %   |
| Армяне         | 65                | 0,20 %   |
| Болгары        | 41                | 0,12 %   |
| Молдаване      | 38                | 0,11 %   |
| Другие         | 3884              | 11,67 %  |
| Итого          | 33 284            | 100,00 % |

## Административное деление
В Ракитянском районе 62 населённых пункта в составе двух городских и 11 сельских поселений:
| №  | Городские и сельские поселения           | Административный центр | Количество населённых пунктов | Население | Площадь, км2 |
| -- | ---------------------------------------- | ---------------------- | ----------------------------- | --------- | ------------ |
| 1  | Бобравское сельское поселение            | село Бобрава           | 4                             | ↘1861     | 91,63        |
| 2  | Введено-Готнянское сельское поселение    | село Введенская Готня  | 4                             | ↘451      | 43,73        |
| 3  | Венгеровское сельское поселение          | село Венгеровка        | 9                             | ↘1797     | 104,74       |
| 4  | Вышнепенское сельское поселение          | село Вышние Пены       | 1                             | ↘828      | 44,74        |
| 5  | Городское поселение посёлок Пролетарский | пгт Пролетарский       | 3                             | ↗9384     | 30,46        |
| 6  | Городское поселение посёлок Ракитное     | пгт Ракитное           | 8                             | ↘11 429   | 151,89       |
| 7  | Дмитриевское сельское поселение          | село Дмитриевка        | 11                            | ↗1456     | 112,76       |
| 8  | Зинаидинское сельское поселение          | село Зинаидино         | 4                             | ↗721      | 35,68        |
| 9  | Илек-Кошарское сельское поселение        | село Илек-Кошары       | 9                             | ↘1549     | 80,19        |
| 10 | Нижнепенское сельское поселение          | село Нижние Пены       | 2                             | ↘948      | 45,15        |
| 11 | Солдатское сельское поселение            | село Солдатское        | 3                             | ↘1148     | 91,62        |
| 12 | Трефиловское сельское поселение          | село Трефиловка        | 2                             | ↘853      | 38,92        |
| 13 | Центральное сельское поселение           | село Центральное       | 2                             | ↘859      | 29,35        |

## Населённые пункты
Распоряжением правительства РФ от 15.06.2019 г. № 1302-р село Зиневский переименовано в Новозинаидинское, хутор Александровка-Первая в хутор Донцов.
Упразднённые населённые пункты
- 2001 год — посёлок Красный Починок[21]
- 2023 год — посёлок Герцевский.

## Местное самоуправление
Глава района — Климов Анатолий Викторович

## Экономика
В районе производятся основные виды продуктов питания: мясопродукты, хлеб и хлебобулочные изделия, молочная продукция, масло сливочное и растительное, крупы, макароны и другое. Основным сектором экономики Ракитянского района является агропромышленный комплекс, в состав которого входят:
- ООО «Белгранкорм»
- ЗАО «Бобравское»
- колхоз «Знамя Труда»
- ОАО "Рыбокомбинат «Октябрьский»
- ООО «Ракитянский свинокомплекс»

занимающиеся производством мяса, зерна, кормовых культур, подсолнечника, сахарной свеклы, молока и рыбы.
Основная отрасль предприятий промышленности — перерабатывающая. В районе успешно функционирует единственное машиностроительное предприятие ОАО «Ракитянский арматурный завод», выпускающий чугунную и стальную запорную арматуру для водо-газо-нефтепроводов, насосы для поддержания пластового давления воды при добыче нефти типа ЭЦПК, электрические приводы, а с 2009 года ещё и детали трубопроводов высокого инизкого давления для АЭС и ТГК, нефтепроводов.
Филиал ООО «Трансвагонмаш» в Белгородской области — «Вагоно-ремонтное предприятие „Готня“» Занимается ремонтом грузовых вагонов.

## Транспорт
Через территорию района проходят автодорога «Белгород—Сумы», железные дороги «Белгород—Готня», «Готня—Льгов», «Готня—Сумы», «Готня—Харьков». Имеются 3 железнодорожные станции: Готня, Сумовская, Малинов Яр. Удаленность от областного центра — 65 км по автодорогам.